# Billie Jean King Cup 2020-2021 play-offs Wereldgroep
De Fed Cup 2020-2021 play-offs Wereldgroep vormden een naspel van de Fed Cup 2020-2021, waarin promotie en degradatie tussen enerzijds de Wereldgroep en anderzijds de regionale zones werden bevochten.
De wedstrijden werden gespeeld op 16 en 17 april 2021.

## Reglement
De acht verliezende teams van de kwalificatieronde Wereldgroep en acht, door het ITF Fed Cup comité aangewezen, winnaars uit de drie regionale zonegroepen 1 nemen aan dit naspel deel. Ieder land uit de kwalificatieronde speelt tegen een land uit de regionale zonegroepen, door loting bepaald. Welk land thuis speelt, hangt af van hun vorige ontmoeting (om de andere), dan wel wordt door loting bepaald als zij niet eerder tegen elkaar speelden. Een landenwedstrijd bestaat uit (maximaal) vijf "rubbers": vier enkelspelpartijen en een dubbelspelpartij. Het land dat drie "rubbers" wint, is de winnaar van de landenwedstrijd. De acht winnende landen plaatsen zich voor de kwalificatieronde Wereldgroep in het jaar erop. De acht verliezende landen zullen in het volgend jaar deelnemen in groep 1 van hun regionale zone.

## Deelnemers
In 2021 namen de volgende zestien landen deel aan de play-offs Wereldgroep:
- Brazilië (verloor van Duitsland in de kwalificatieronde)
- Canada (verloor van Zwitserland in de kwalificatieronde)
- Japan (verloor van Spanje in de kwalificatieronde)
- Kazachstan (verloor van België in de kwalificatieronde)
- Letland (verloor van Verenigde Staten in de kwalificatieronde)
- Nederland (verloor van Wit-Rusland in de kwalificatieronde)
- Roemenië (verloor van Rusland in de kwalificatieronde)
- Verenigd Koninkrijk (verloor van Slowakije in de kwalificatieronde)
- Argentinië (won van Colombia in de Amerikaanse zone)
- China (werd #1 in de Aziatisch/Oceanische zone)
- India (werd #2 in de Aziatisch/Oceanische zone)
- Italië (won van Kroatië in de Europees/Afrikaanse zone)
- Mexico (won van Paraguay in de Amerikaanse zone)
- Oekraïne (won van Estland in de Europees/Afrikaanse zone)
- Polen (won van Zweden in de Europees/Afrikaanse zone)
- Servië (won van Slovenië in de Europees/Afrikaanse zone)

## Plaatsing, loting en uitslagen
| locatie          | ondergrond    | thuisspelend land   | uitslag | uitspelend land |
| ---------------- | ------------- | ------------------- | ------- | --------------- |
| Bytom            | hardcourt (i) | Polen               | 3–2     | Brazilië        |
| Londen           | hardcourt (i) | Verenigd Koninkrijk | 3–1     | Mexico          |
| Kraljevo         | hardcourt (i) | Servië              | 0–4     | Canada          |
| Jūrmala          | hardcourt (i) | Letland             | 3–1     | India           |
| Chornomorsk      | gravel        | Oekraïne            | 4–0     | Japan           |
| Cluj-Napoca      | hardcourt (i) | Roemenië            | 1–3     | Italië          |
| Córdoba          | gravel        | Argentinië          | 2–3     | Kazachstan      |
| 's-Hertogenbosch | gravel (i)    | Nederland           | 3–2     | China           |

### Vervolg
- Canada, Kazachstan, Letland, Nederland en Verenigd Koninkrijk handhaafden hun niveau, en bleven in de Wereldgroep.
- Italië, Oekraïne en Polen promoveerden van hun regionale zone in 2020 naar de Wereldgroep in 2022.
- Argentinië, China, India, Mexico en Servië wisten niet te ontstijgen aan hun regionale zone.
- Brazilië, Japan en Roemenië degradeerden van de Wereldgroep in 2020 naar hun regionale zone in 2022.